# Patápio Silva

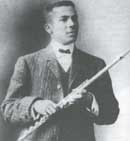
Patápio Silva.

Patápio Silva (* 22. Oktober 1880 in Itaocara, Rio de Janeiro; † 24. April 1907 in Florianópolis, Santa Catarina) war ein brasilianischer Flötist, Gitarrist und Komponist.

## Leben
Patápio Silva wurde als Sohn eines Schreiners in Pernambuco geboren, jedoch zog die Familie kurz nach seiner Geburt nach Rio de Janeiro, wo er sein ganzes Leben wohnen blieb. Er lernte zunächst Flöte um sich im Alter von elf Jahren, inspiriert durch seinen Bruder, der Gitarre zu widmen. Zu dieser Zeit begann er Unterricht bei João Elias zu nehmen und entwickelte sich so bald zu einem exzellenten Begleiter von Modinhas.
Mit sechzehn Jahren wurde er Beamter. Er besuchte regelmäßig Konzerte und Tanzveranstaltungen, bei denen er mit anderen Musikern, wie Heitor Villa-Lobos, Catulo da Paixão Cearense, Anacleto de Medeiros, Irineu de Almeida, Juca Kallut, José Cavaquinho und João Pernambuco zusammentraf.
Silva vertiefte seine Studien auf der Gitarre und wandelte sich vom Begleiter zum Solisten. Er spielte Choros, Polkas, Walzer wie auch klassische Kompositionen. Daneben wurde er zu einem gefragten Gitarrenlehrer. Er unterrichtete aufbauend auf der Methodik von Dionisio Aguado und Francisco Tárrega. Außerdem erweiterte er das Repertoire für die Gitarre, indem er viele Transkriptionen und Arrangements schrieb. 2011 veröffentlichte das gemeinnützige Forschungsinstitut Cravo Albin den Dokumentarfilm Patápio des Filmemachers Alexandre Palma, in dem Altamiro Carrilho und Antonio Waghabi von der brasilianischen Gesangs- und Instrumentalgruppe MPB4 zu Wort kommen.

## Werke (Auswahl)
- Amor perdido
- Beija flor
- Dobrado a Pessoa Barros
- Idílio
- Joanita
- Margarida
- Oriental
- Primeiro amor
- O sabão
- Serenata d’amore
- Sonho
- Os sonhos mortos
- Variações de flautas
- Volúvel
- Zinha

## Diskographie
- Amor perdido
- Zinha
- Noturno nº 1
- Noturno nº 2
- Variações de flauta
- Allegro
- Margarida
- Serenata
- Só pra moer
- Serenata oriental